# Brachyglenis dodone
Brachyglenis dodone is een vlindersoort uit de familie van de prachtvlinders (Riodinidae), onderfamilie Riodininae.
Brachyglenis dodone werd in 1886 beschreven door Godman & Salvin.